# Kah Walla
Pour les articles homonymes, voir Walla.
Edith Kahbang Walla, dite Kah Walla, née le 28 février 1965 à Ibadan au Nigeria, est une cheffe d'entreprise et femme politique camerounaise, candidate à l'élection présidentielle de 2011.
Elle est à la tête d'un cabinet conseil en leadership et management dénommé STRATEGIES! qu'elle créée en 1995. Elle s'engage en politique au sein du Front social démocrate (SDF), parti politique leader de l’opposition, et est élue en 2007 au conseil municipal de la mairie de Douala I. 
Elle démissionne du Front social démocrate en 2010 et devient la candidate du Cameroon People's Party (CPP) à l'élection présidentielle de 2011, à la suite de son élection à la tête de ce parti le 30 avril 2011, succédant ainsi au Pr Samuel Fon Tita qui avait créé ce parti en 1991. 
Kah Walla est reconnue en 2007 comme l'une des sept femmes entrepreneures influentes d'Afrique par la Banque mondiale. En 2011, elle est comptée parmi les 150 femmes qui font bouger le monde d'après l'hebdomadaire américain Newsweek.

## Biographie

### Famille
Originaire de la région du Nord-Ouest du Cameroun,, Edith Kahbang Walla naît le 28 février 1965 à Ibadan au Nigeria. Son père John Salomon Walla fut, avant sa mort, directeur de cabinet de John Ngu Foncha et de Salomon Tandeng Muna, puis inspecteur général, directeur de la marine marchande à Douala et enfin représentant du Cameroun à la conférence ministérielle d'Afrique de l'Ouest et d'Afrique centrale sur les affaires maritimes à Abidjan.
Sa mère, Grace Ebako Walla, aujourd'hui à la retraite, est titulaire de deux doctorats : un en santé publique et un autre en éducation pour la santé. Elle a dirigé l'ONG Cameroon National Association for Family Welfare (Camnafaw).

### Études
Kah Walla commence ses études primaires à l’école américaine de Yaoundé.
Elle poursuit ensuite son cursus secondaire au lycée de Bouaké en Côte d’Ivoire. Après son baccalauréat, elle est admise à l'université Howard à Washington, aux États-Unis, où elle obtient une licence en zoologie  en 1986, avant de se lancer à la quête d’un Master of Business Administration en 1990 toujours à la l'université Howard.

### Carrière professionnelle
Après l'obtention de son MBA, Kah Walla retourne au Cameroun, où elle exerce pendant quatre ans pour un cabinet dénommé Bikanda Conseil, avant de créer son propre cabinet, STRATEGIES!, en avril 1995. Elle est toujours à la tête de ce cabinet spécialisé en leadership et management.

## Carrière politique

### Premiers pas
Sa famille a toujours été une source de motivation et d'inspiration pour elle dans le domaine politique . C’est au sein du Front social démocrate, au début des années 1990, qu’Edith Kahbang Walla commence sa carrière politique au Cameroun en tant qu’observatrice. Elle acquiert de l’expérience au fil des années ; avec l’appui d’un de ses collègues, ils rédigent le dernier discours du président du Front social démocrate, John Fru Ndi, prononcé lors de sa campagne en 1992. En 2008, Cameroun Ô Bosso, son mouvement, voit le jour.

### Entrée au Front social démocrate
En 2007, elle décide de rejoindre officiellement le Front social démocrate et est élue conseillère municipale dans la ville de Douala, dans l'arrondissement de Douala I.
Le 23 octobre 2010, elle démissionne du Front social démocrate après une accusation de malversation financière ; elle est élue présidente du Cameroon People's Party quelques mois plus tard.

### Candidature à l'élection présidentielle de 2011

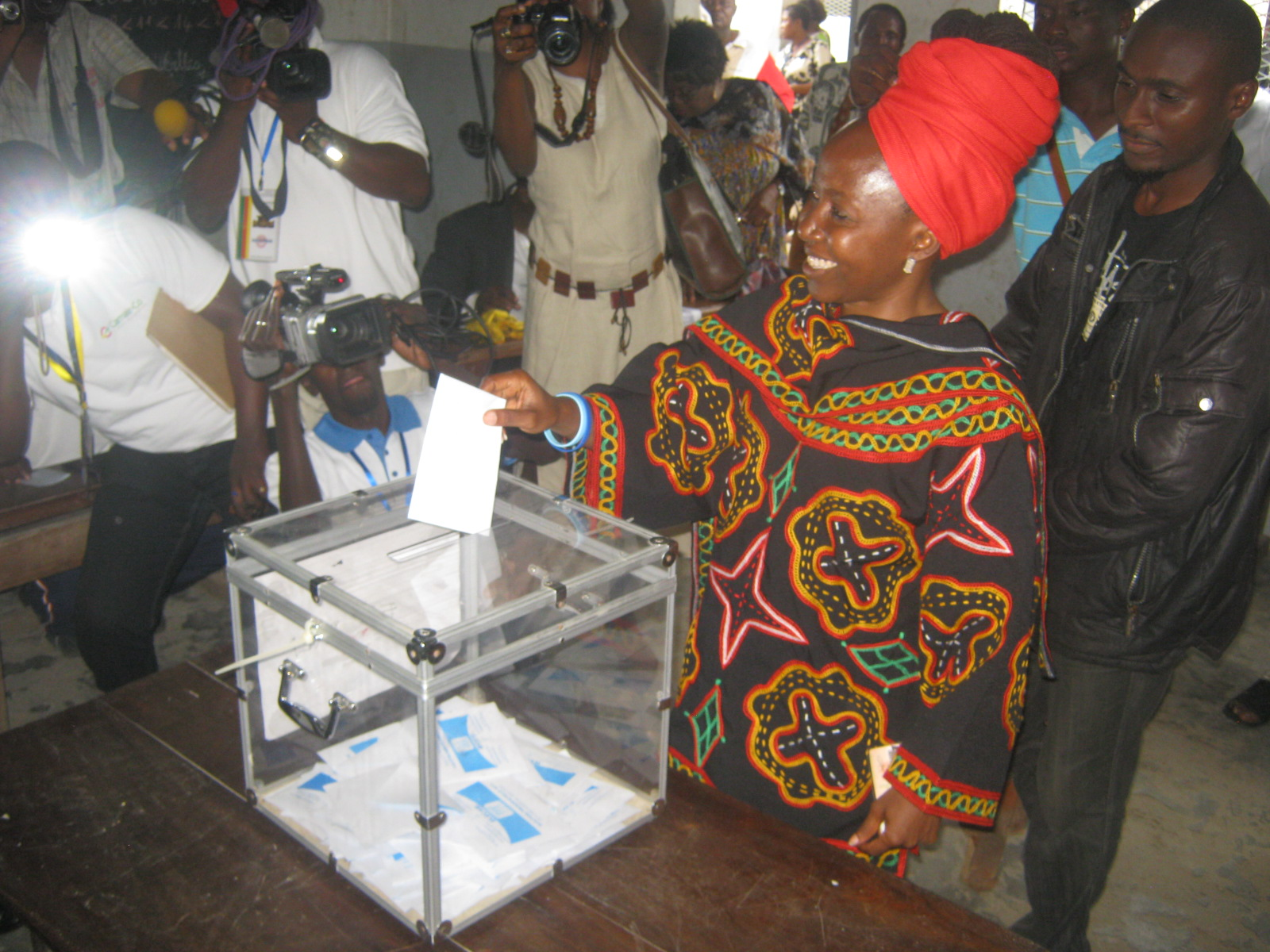
Kah Walla déposant un bulletin de vote dans une urne, le 9 octobre 2011.

C'est en 2010, que Kah Walla informe la presse de son intention de se présenter à l'élection présidentielle de 2011. Elle se désolidarise tout d'abord du Front social démocrate en donnant sa démission. Et, quelque temps plus tard, elle intègre le Cameroon People's Party (CPP) et en devient la présidente en avril 2011. Elle expliquera par la suite que le parti pour lequel elle a milité depuis sa création ne partageait plus les mêmes idéaux qu'elle, notamment en ce qui concernait la vision pour l'élection présidentielle. 
Entre 2010 et 2011, Kah Walla multiplie les interventions dans la presse afin de faire connaître son parti, le CPP, inconnu quoique créé depuis 1991. À travers le slogan « The people first », le parti trouve un écho auprès des jeunes, qui sont sa cible principale.
Pour attirer le maximum de jeunes possible, Kah Walla encourage les inscriptions sur les listes électorales dans l'ensemble du pays. La campagne de sensibilisation lui aura permis de s'adresser à plus de 500 000 Camerounais en très peu de temps. 
Kah Walla, en lice pour la présidentielle au même titre que 22 autres candidats, parmi lesquels Paul Biya, se lance activement dans la campagne et fait des propositions impliquant les jeunes et la grande majorité de la population. Entre révision du mandat présidentiel et limitation des mandatures, sous le slogan « Kah Walla 2011 – The Time is Now ! », ses propositions ont pour but d'affirmer sa candidature.
À l'issue de l'élection, elle est classée 6e sur les 23 candidats avec 0,72 % des suffrages exprimés. Le scrutin est remporté par le président sortant, Paul Biya.

## Prix et distinctions
Kah Walla reçoit plusieurs prix et distinctions en tant qu'entrepreneuse et en tant que militante :
- En 2007, elle est reconnue par  la Banque mondiale, dans son rapport Doing Business: Women in Africa, comme l'une des sept femmes entrepreneurs qui travaillent à améliorer l'environnement des affaires au Cameroun[réf. souhaitée].
- En 2010, elle est citée par les magazines américains Newsweek et Daily Beast comme l'une des 150 femmes qui font bouger le monde[4].
- En 2011, elle reçoit le Vital Voices Global Leadership Award in public Life[14].
- En 2014, elle est titulaire du DVF Award (remis par Diane Von Furstenberg)[15].
- En 2015, elle est récipiendaire du Vital Voices Vanguard Award 2015[16].